# Clifton (Ohio)
Clifton is een plaats (village) in de Amerikaanse staat Ohio, en valt bestuurlijk gezien onder Clark County en Greene County.

## Demografie
Bij de volkstelling in 2000 werd het aantal inwoners vastgesteld op 179. In 2006 is het aantal inwoners door het United States Census Bureau geschat op 173, een daling van 6 (-3,4%).

## Geografie
Volgens het United States Census Bureau beslaat de plaats een oppervlakte van 0,5 km², geheel bestaande uit land. Clifton ligt op ongeveer 312 m boven zeeniveau.

## Plaatsen in de nabije omgeving
De onderstaande figuur toont nabijgelegen plaatsen in een straal van 16 km rond Clifton.